# Smolenka

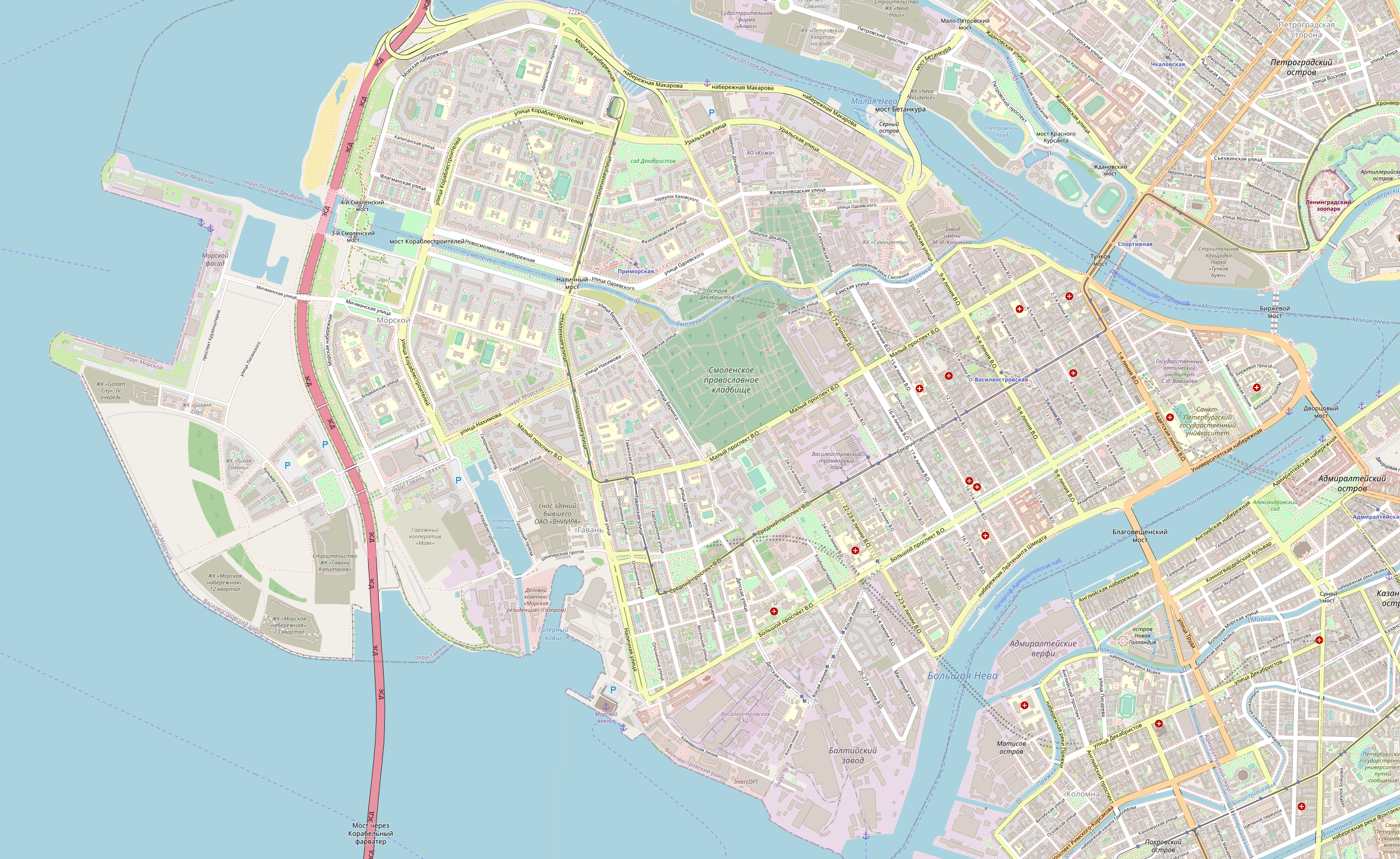
Karte

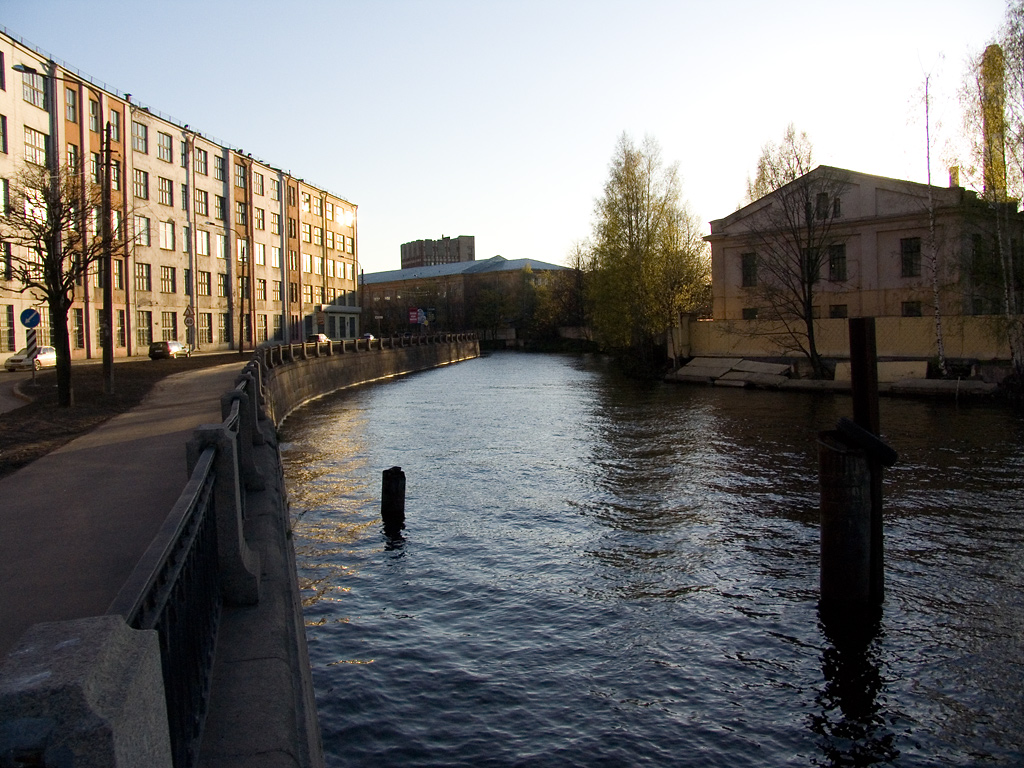
Die Smolenka

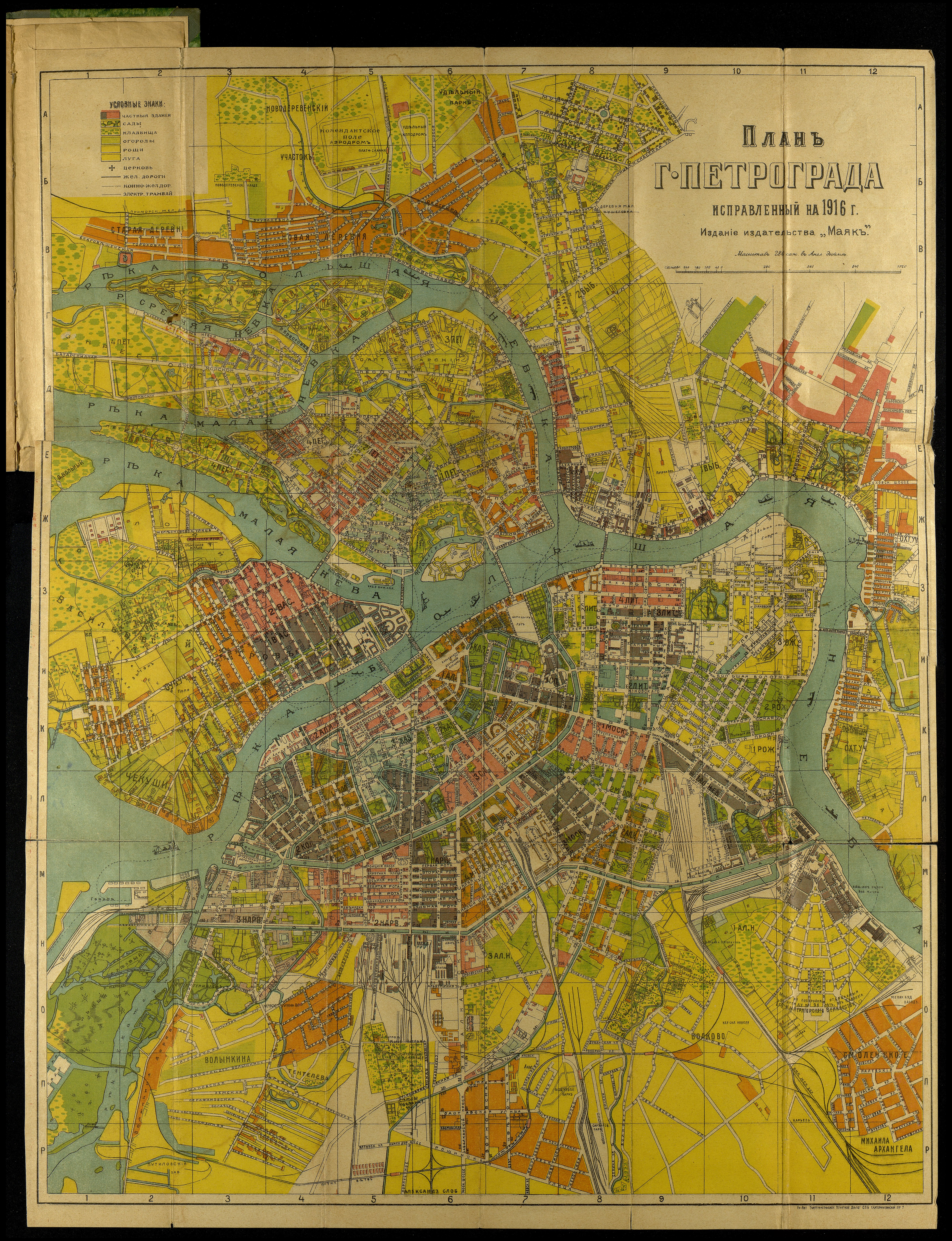
Karte (1916)

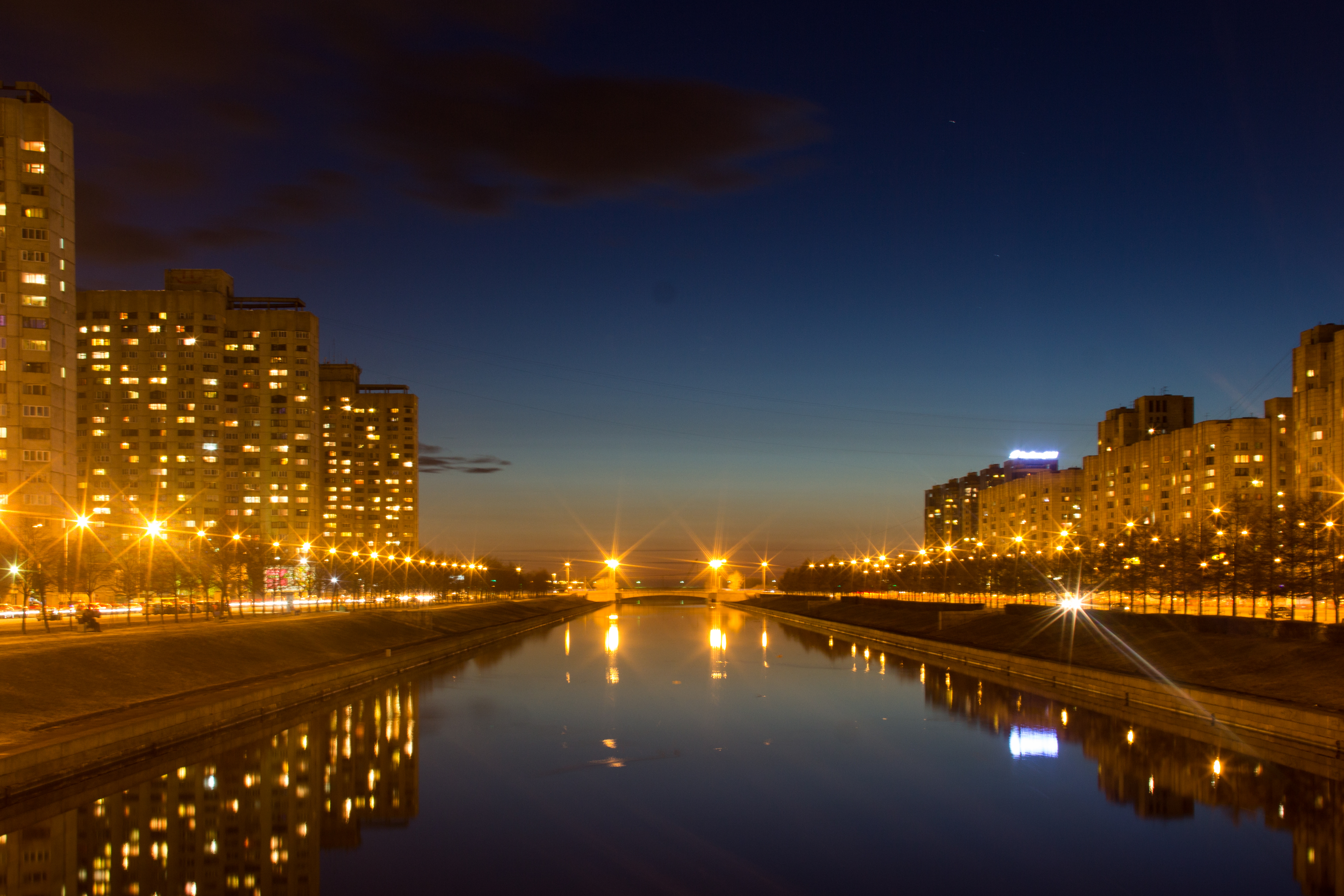
Panorama

Die Smolenka (russisch Смоленка, wiss. Transliteration Smolenka) ist ein kleiner Fluss in der Stadt Sankt Petersburg. Er ist einer der Flussarme der Newa, die ihr Delta bilden.
Er zweigt von der Kleinen Newa ab und fließt durch den Smolensker Friedhof – d. h. zwischen dem größeren russisch-orthodoxen Friedhof und den weiter im Norden auf der Dekabristeninsel liegenden kleineren lutherischen und armenischen Abteilungen – in den Finnischen Meerbusen und trennt die Dekabristeninsel von der Wassiljewski-Insel. Er ist ca. 3700 Meter lang.
Der Fluss hat seinen Namen vom Smolensker Friedhof. Es gibt einige Brücken über die Smolenka.

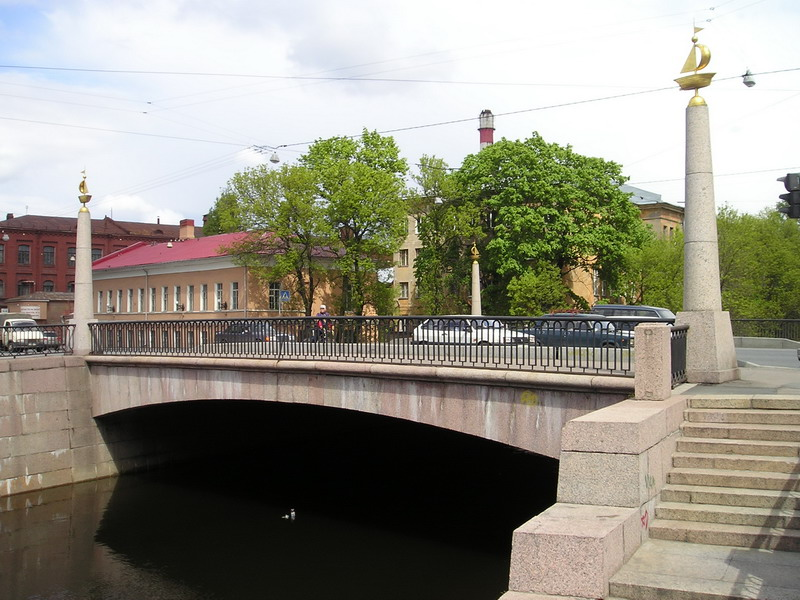
Ural-Brücke
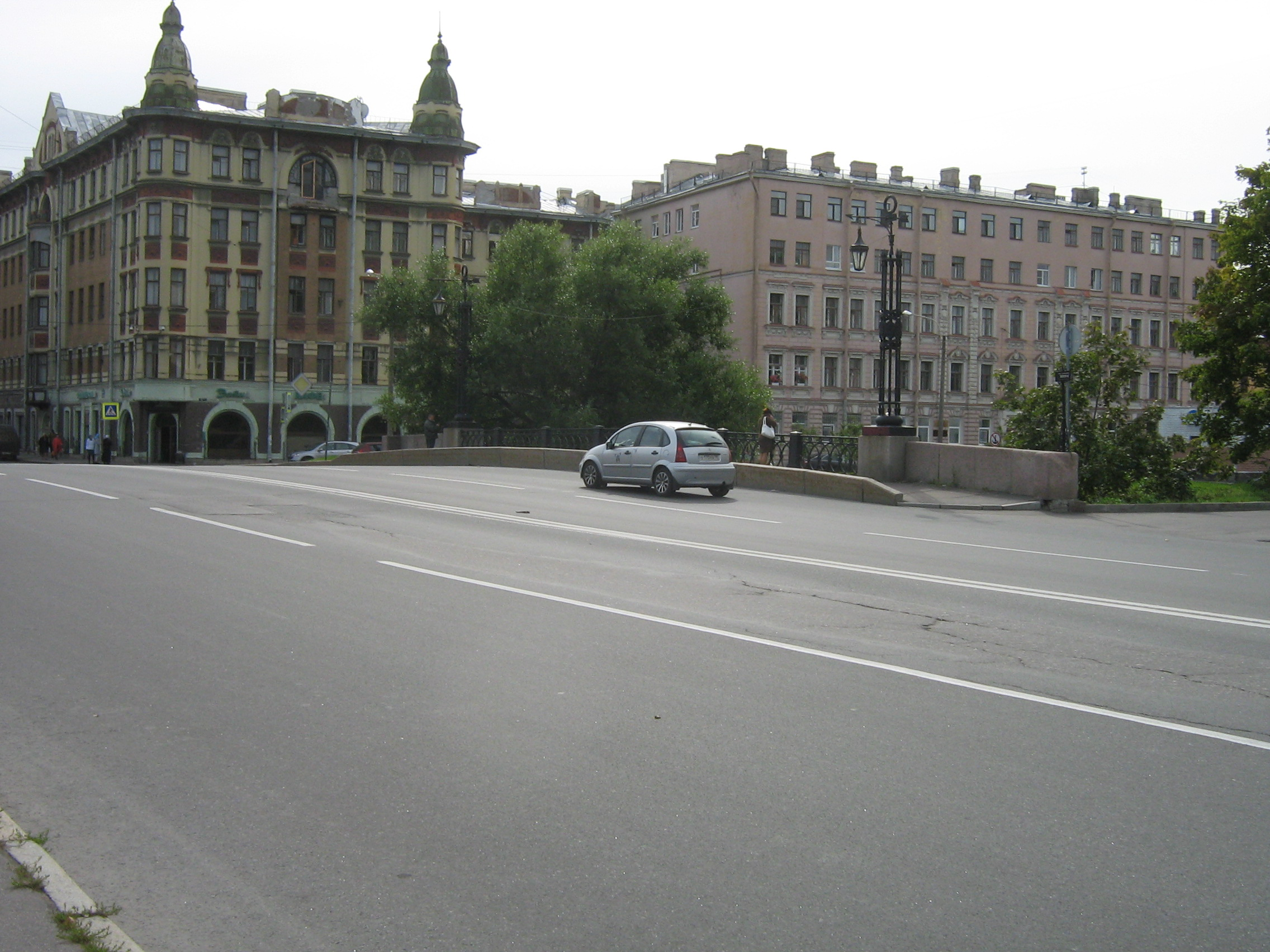
Smolensker Brücke
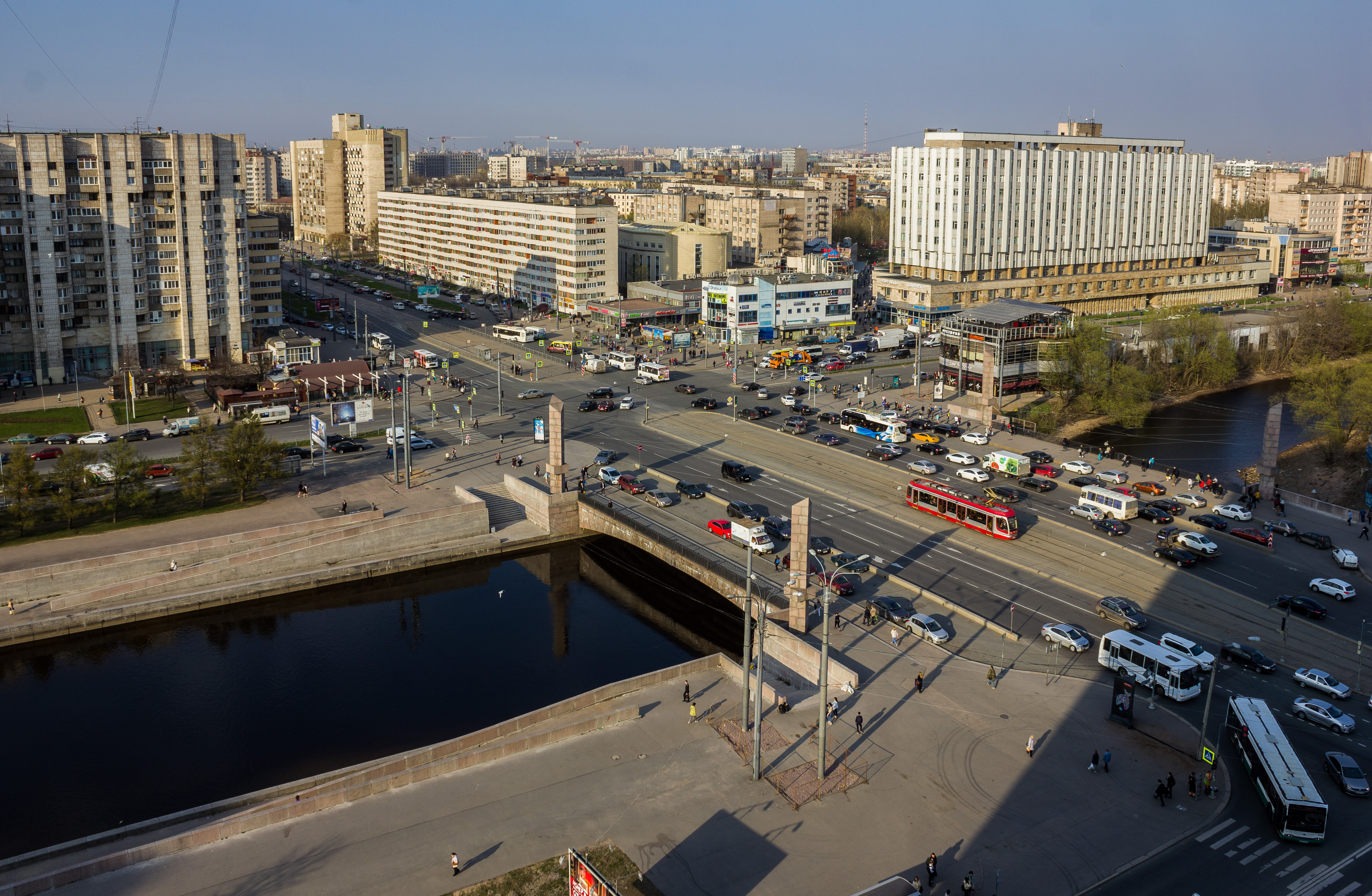
Nalitschny-Brücke
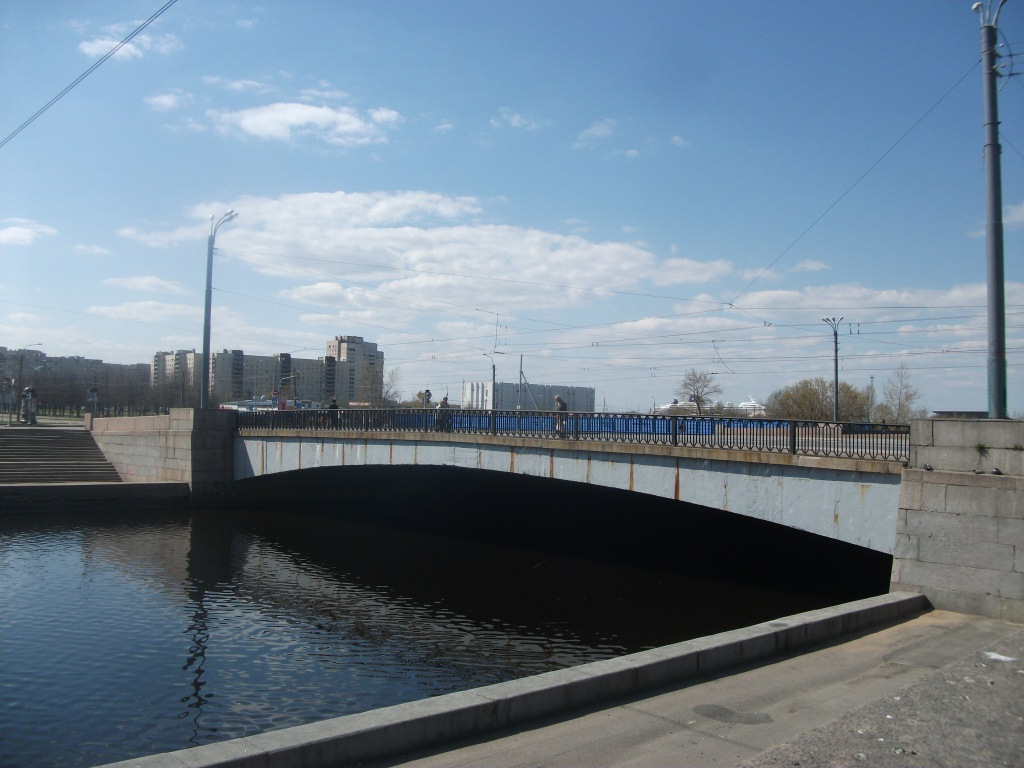
Schiffbauerbrücke